# Spencer (Virgínia de l'Oest)
Spencer és una població dels Estats Units a l'estat de Virgínia de l'Oest. Segons el cens del 2000 tenia 2.352 habitants.

## Demografia
Segons el cens del 2000, Spencer tenia 2.352 habitants, 1.005 habitatges, i 614 famílies. La densitat de població era de 763,1 habitants per km².
Dels 1.005 habitatges en un 27,6% hi vivien nens de menys de 18 anys, en un 44,2% hi vivien parelles casades, en un 12,9% dones solteres, i en un 38,9% no eren unitats familiars. En el 35% dels habitatges hi vivien persones soles el 19,8% de les quals corresponia a persones de 65 anys o més que vivien soles. El nombre mitjà de persones vivint en cada habitatge era de 2,25 i el nombre mitjà de persones que vivien en cada família era de 2,89.
Per edats la població es repartia de la següent manera: un 23,9% tenia menys de 18 anys, un 8,3% entre 18 i 24, un 23,6% entre 25 i 44, un 22,1% de 45 a 60 i un 22,2% 65 anys o més.
L'edat mediana era de 41 anys. Per cada 100 dones de 18 o més anys hi havia 80,6 homes.
La renda mediana per habitatge era de 19.773 $ i la renda mediana per família de 28.500 $. Els homes tenien una renda mediana de 28.000 $ mentre que les dones 16.452 $. La renda per capita de la població era de 12.976 $. Entorn del 24,9% de les famílies i el 31% de la població estaven per davall del llindar de pobresa.

## Poblacions més properes
El següent diagrama mostra les poblacions més properes.